# Siggeryds naturreservat
Siggeryds naturreservat är ett naturreservat i Ödeshögs kommun i Östergötlands län.
Området är naturskyddat sedan 2019 och är 15 hektar stort. Reservatet ligger i Hålaveden består av ett småbrutet odlingslandskap med slåtteräng och hamlade träd.